# Vrijheidsplein (Charkov)

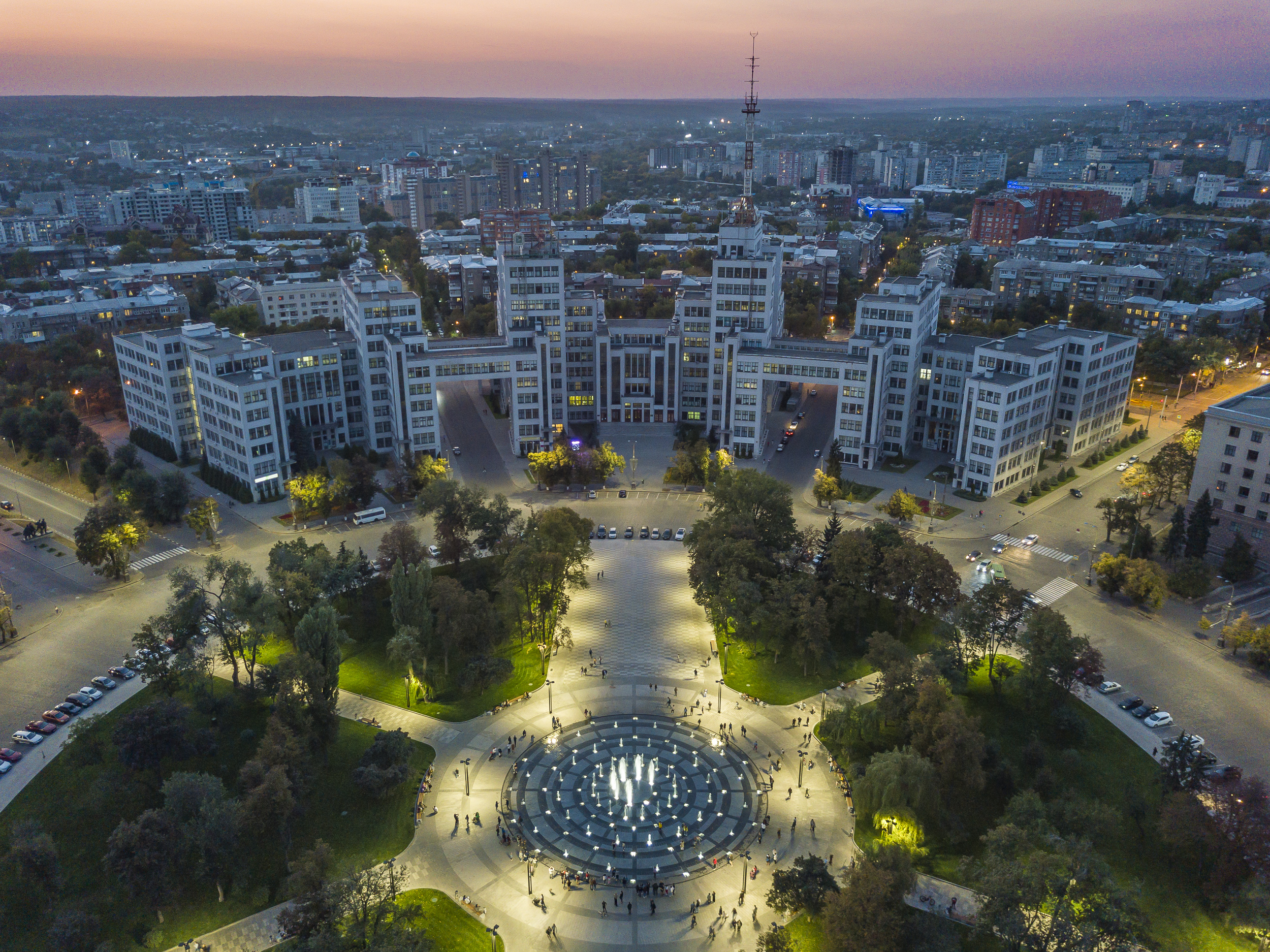
Het Vrijheidsplein van bovenaf gezien.

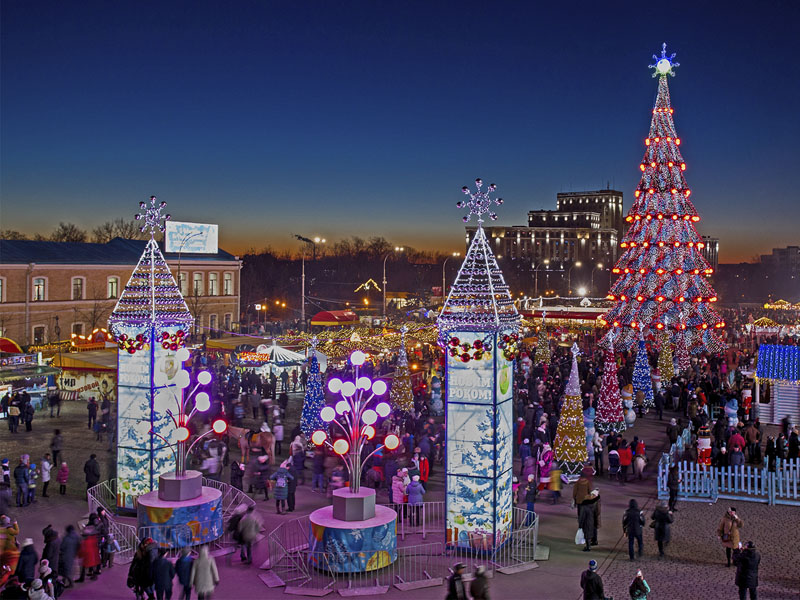
Het Vrijheidsplein tijdens Nieuwjaar 2018

Het Vrijheidsplein van Charkov (Oekraïens: Площа Свободи, Plósjtsja Svobodý; Russisch: Площадь Свободы, Plósjtsjad' Svobódy) is een van de grootste stadspleinen van Europa.
Van 1926 tot 1996 droeg het plein oorspronkelijk de naam  "het Dzerzjinski-plein", naar de Russische revolutionair Feliks Dzerzjinski (oprichter van de bolsjewistische geheime dienst Tsjeka). In 1964 werd er een standbeeld van Lenin onthuld, dat werd neergehaald op 29 september 2014.  Na de onafhankelijkheid van Oekraïne in 1991 werd het plein hernoemd.
Het plein is tussen de 690 en de 750 meter lang en tussen de 96 en de 125 meter breed. De totale oppervlakte van het plein is 11,6 hectare.
Tijdens de Russische invasie van Oekraïne in 2022 werd een groot deel van het Vrijheidsplein en de omringende gebouwen getroffen door een Russisch bombardement.

## Optreden
Op 12 september 2008 vond er een optreden plaats van Queen en Paul Rodgers, als onderdeel van hun Rock the Cosmos Tour. Het optreden werd bezocht door ruim 350.000 mensen en volgens andere cijfers zouden meer dan 10 miljoen mensen het optreden live op televisie gevolgd hebben. Van het optreden kwam op 15 juni 2009 een dvd uit, genaamd Live in Ukraine.